# Бутенко, Александр Сергеевич
Александр Сергеевич Бутенко (20 июля 1998) — российский футболист, нападающий клуба «Машук-КМВ».

## Биография
Начинал заниматься футболом в родной Астрахани, в 2015 году перешел в систему «Краснодара». Выступал за вторую и третью команду «быков». В 2018 году играл в аренде в клубе молдавской Национальной дивизии «Милсами». В сезоне 2019/20 был в аренде в клубе «Волгарь». По итогам сезона команда одержала победу в группе «Юг» ПФЛ и вышла в ФНЛ, после чего клуб заключил полноценное соглашение с Бутенко.

## Достижения
- Серебряный призер чемпионата Молдавии (1): 2018.
- Победитель группы «Юг» первенства ПФЛ (1): 2019/20.